# MAD-Spiel
Das MAD-Spiel ist angelehnt an die gleichnamige Zeitschrift (MAD-Magazin).
Das Ziel des 1979 in den Vereinigten Staaten und 1982 in Deutschland bei Parker Brothers erschienenen Spieles ist es, als erster sein gesamtes Geld auszugeben. Das Spielprinzip ist dabei an das 1965 erschienene Spiel Go For Broke (später Mankomania) angelehnt und baut wie dieses auf dem Spielprinzip von Monopoly auf.
Die Künstler des MAD-Magazins Sergio Aragonés, Dave Berg, Jack Davis, Mort Drucker, Al Jaffee, Don Martin und Antonio Prohías haben das Spielbrett entworfen.
Das Spiel erschien unter anderem in Frankreich bei Miro Meccano, in Spanien bei Borras Plana, in Finnland bei Alga und in den Niederlanden bei Clipper.
Beim MAD-Spiel wird gegen den Uhrzeigersinn gezogen und nur mit der linken Hand gewürfelt (wer mit der rechten Hand würfelt, bekommt Geld) und jeder muss anschließend seine Spielfigur um die gewürfelte Zahl fortbewegen. Dabei muss man – je nachdem auf welchem Feld man landet – Geld zahlen, Geld einnehmen oder eine Ereigniskarte ziehen. Die Spielsituation wechselt bei diesem Spiel häufig, da viele Ereigniskarten verlangen, dass die Spieler ihre Plätze und damit auch ihr Geld tauschen. Mitunter sind die Zahlungen, die getätigt werden müssen, davon abhängig, ob ein Spieler sich auf dem Spieltisch aufstützt oder wie gut ein Spieler bestimmte Aktionen durchführen kann.
Der höchste in diesem Spiel vorkommende Geldschein hat einen Wert von 1.329.063,00 Dollar. Diesen Geldschein erhält ein Spieler, wenn er Alfred E. Neumann heißt und ein bestimmtes Spielfeld mit seiner Spielfigur betritt.
Wie schon das MAD-Magazin ist auch dieses Spiel eher skurril angelegt. Die Zielgruppe ist mit der des MAD-Magazins identisch.